# Paisatge de muntanya amb l'arc de Sant Martí
Paisatge de muntanya amb l'arc de Sant Martí (en alemany, Gebirgslandschaft mit Regenbogen) és un quadre del 1809-1810 del pintor romàntic alemany Caspar David Friedrich. Es tracta d'un oli sobre llenç que mesura 70 centímetres d'alçada per 102 centímetres d'amplada. Actualment es conserva en el Museu Folkwang d'Essen (Alemanya).
Aquest quadre, el mateix que el Paisatge del Riesengebirge (1810), està inspirat pels seus viatges per Alemanya i per les ribes del mar Bàltic el 1809.
En aquest quadre es veu, en el primer pla, un caminant que s'ha detingut a descansar. Mira més enllà, on s'obre bruscament un negre abisme. Al fons s'albira una muntanya. Damunt del paisatge, un arc de Sant Martí format per la llum minvant.
El 1810 Friedrich va pintar dos paisatges amb arc de Sant Martí: el Paisatge amb arc de Sant Martí, avui perdut, i aquest Paisatge de muntanya amb arc de Sant Martí. Com aquell, aquesta obra va ser adquirida pel duc Karl August von Weimar gràcies a la mediació de Goethe.

## Anàlisi
Aquest paisatge representa el nord de Bohèmia, regió que Friedrich coneixia bé gràcies als seus viatges de 1807 i 1808. En primer terme, apareix el mateix pintor, contemplant l'horitzó, tornat i recolzat en una roca, amb un destacat vestit urbà vermell i blanc. D'aquesta manera sembla fora de lloc en aquesta escena tenebrosa, solament en la immensitat del món. No sols el primer pla és estrany per aquest motiu, malgrat tractar-se d'un paisatge nocturn, cobert per densos núvols, entre els quals apunta al lluny una mica de llum lunar, el primer pla es troba intensament il·luminat per una llum directa. Però el centre de la composició, de acurat equilibri geomètric, és l'arc de Sant Martí que creua el llenç d'extrem a extrem, en una regular corba sobre l'eix de l'horitzó. Al centre s'alça, en forma piramidal, el Rosenberg.
És una al·legoria de Déu, de la seva presència a la terra, certament remota, contemplada per l'individu incapaç d'endinsar-se més enllà de la vall. És aquesta una idea que, procedent del pietisme protestant del segle xviii, havia calat profundament en la concepció romàntica del paisatge, que veia Déu mitjançant el temple de la natura. Precisament Goethe, que va exercir no poca influència en Friedrich, va expressar el que sembla la idea del caminant del llenç: "Heus-me aquí pujant i baixant turons i buscant la divinitat en les herbes i les pedres". A la muntanya s'uneixen el terrenal i el diví; aquest significat està realçat per la presència de l'arc de Sant Martí, qualificat de forma unànime com a "lunar", la qual cosa és impossible: sembla tractar-se d'un afegit del mateix pintor sobre la versió acabada prèvia, un paisatge lunar.
En la tradició cristiana, l'arc de Sant Martí representa Crist en la iconografia del Judici Final o Crist en Majestat. És, a més, el símbol de l'Aliança de Déu amb l'ésser humà després del Diluvi. D'aquesta manera es representava en la iconografia baixmedieval alemanya, en què Crist apareixia assegut sobre un arc de Sant Martí. Les contradiccions visuals d'aquesta obra, d'inexplicable lluminositat, amb un impossible arc de Sant Martí, han estat considerades precursores del surrealisme.